# Maja Nilsson
Pour les articles homonymes, voir Nilsson.
Maja Helena Nilsson (née le 8 décembre 1999 à Motala) est une athlète suédoise, spécialisée dans le saut en hauteur.

## Carrière
Nilsson a acquis sa première expérience internationale au Festival olympique de la jeunesse européenne (FOJE) en 2015 à Tbilissi où elle a remporté la médaille d'argent au saut en hauteur avec un saut de 1 mètre 80. L'année suivante, toujours à Tbilissi, elle remporte le saut en hauteur des Championnats d'Europe d'athlétisme de la jeunesse 2016 avec un saut de 1 mètre 82. Nilsson a acquis plus d'expérience internationale aux Championnats du monde juniors 2018 à Tampere et aux Championnats d'Europe espoirs 2019 à Gävle,.
En 2021, Nilsson est devenue championne de Suède de saut en hauteur en salle et, le 30 juin 2021, elle a sauté 1,96 mètre pour atteindre la norme de qualification olympique pour les Jeux d'été de 2020 retardés à Tokyo,.
Le 5 août 2021, au concours qualificatif des Jeux olympiques de Tokyo, elle franchit 1 m 95, ce qui lui permet de se qualifier directement pour la finale. En revanche lors de cette finale elle ne parvient à franchir que 1 m 84, et finit donc à la 13ème place.